# Triacanthus nieuhofii
Triacanthus nieuhofii és una espècie de peix de la família dels triacàntids i de l'ordre dels tetraodontiformes.

## Morfologia
- Els mascles poden assolir 28 cm de longitud total.[5][6]

## Alimentació
Menja invertebrats bentònics.

## Hàbitat
És un peix marí, de clima tropical i demersal.

## Distribució geogràfica
Es troba des d'Indonèsia fins a l'oest d'Austràlia. També és present a la Badia de Bengala.

## Ús comercial
Es comercialitza fresc.